# 3B – Personality and Behaviour Based Business

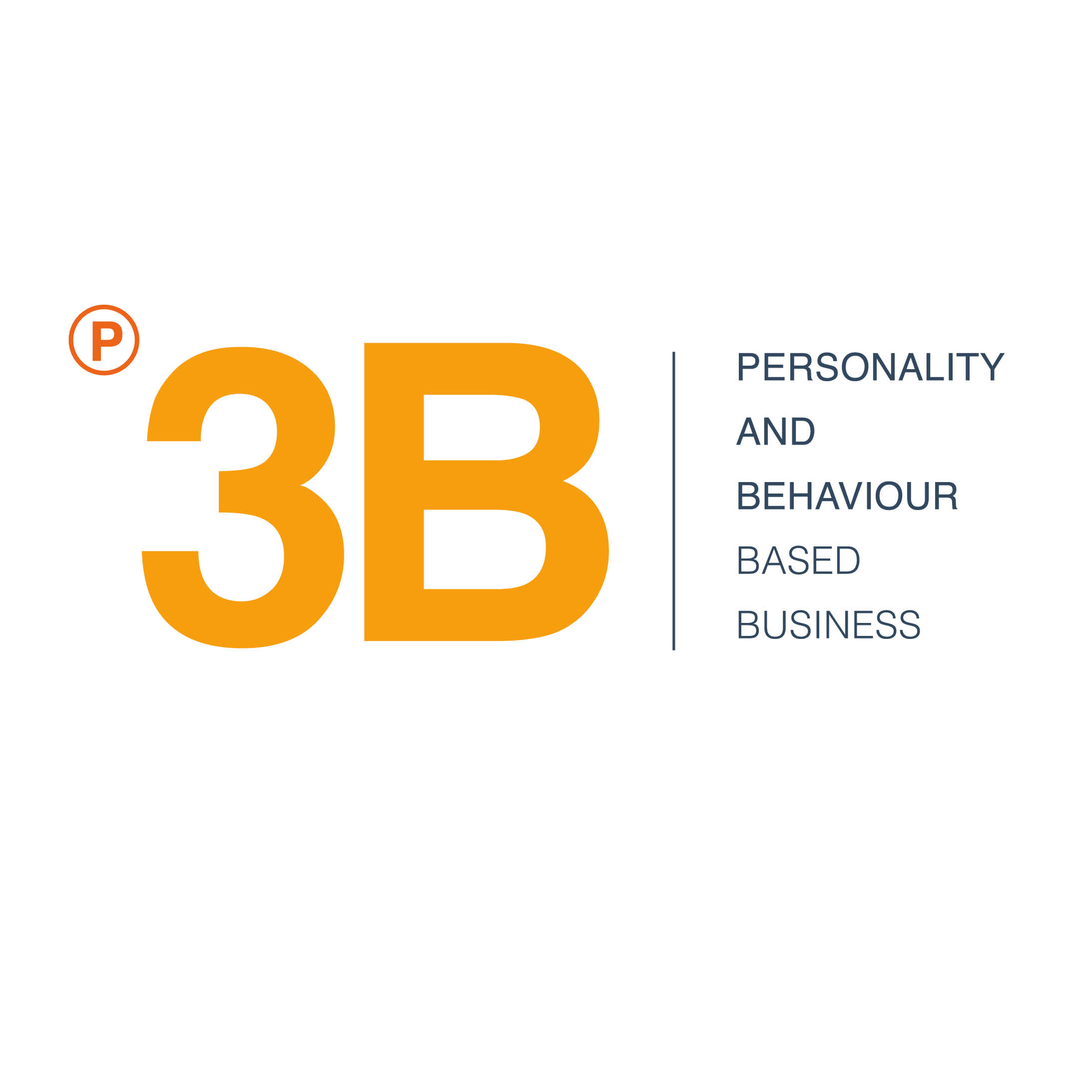
3B - Personality and Behaviour Based Business

A 3B – Personality Behaviour Based Business egy személyiségtípus-beazonosításból kiinduló, viselkedés alapú üzleti elmélet, egyedi pszichológiai rendszer. Megalkotója Palencsár Miklós, magyar üzletember. A 3B 4 fő embertípust – Uralkodó, Önmegvalósító, Emberközpontú, Professzionalista –, a fő embertípusokon belül három dominanciaszintet értékel, mely segítségével 10 000 egyedi személyiségtípus definiálására képes. A rendszer alapjait a 2012-ben 3B – Behaviour Based Business: Az alapok c. könyvben publikálták, 2014-ben pedig bemutatták a rendszer szoftveres változatát, mely a világ első üzletfejlesztési szoftvere.

## A 3B története
A 3B alapjait 2000 óta dolgozza ki egy nemzetközi tanácsadókból álló csapat. A rendszer több, mint 15 000 egyén komplex felmérése, közel 100 000 fős ügyfél reakciókat tartalmazó adatbázisa, több, mint 100 üzletfejlesztési projekt stratégiai tapasztalata alapján érte el jelenlegi formáját. Palencsár Miklós értékesítési szakemberként kezdte a rendszer alapjainak összerakását, majd pszichológiai csapattal kiegészülve, a folyamatos fejlesztéseket már mint üzletfejlesztést támogató rendszer próbálta ki éles üzleti helyzetekben. A 3B rendszer ma már a személyiségtípus beazonosításon túlmenően képes termékek, szolgáltatások, célpiacok személyiségtípus alapú beazonosítására, viselkedés alapú vizsgálatára, ebből kifolyólag konkrét üzleti stratégia építésére. Ezzel a rendszer az első, konkrét üzletfejlesztésre is alkalmazható pszichológiai tudás a nemzetközi üzleti életben.

## Beazonosítás
A beazonosítás módszere eltér az általánostól, hiszen külső jegyek alapján kezdi a vizsgálatot, majd egy rövid teszt értékelése után vázol fel az adott személyről 3 különböző személyiségtípus állapotot: eredeti, álarc, módosult. Az eredményeket egy pszichológiai körön ábrázolják, mely lehetővé teszi a különböző egyének egymáshoz való viszonyulásának megértését. A 3B elmélet üzleti konferenciák stratégiai szekciójának, menedzser klub előadások állandó vendége. A 3B elmélet alapján indult útjára a Human Hungary konferencia sorozat és idén kerül a piacra a 3B alapokon nyugvó havi magazin az itBehaviour is. A 3B az első pszichológiai rendszer, melyet a sport területén is alkalmaztak hazai környezetben.

## Személyiségtípusok
Uralkodó: státuszorientált, határozott, domináns, profitközpontú egyén, aki imázsát külső környezetében, az általa vásárolt tárgyi eszközökön keresztül kívánja megmutatni a külvilág felé.
Önmegvalósító: kreatív, újdonságot kedvelő és kereső, kaotikus környezettel és kommunikációval bíró, színes egyén. Külső megjelenésében, tárgyi eszközeiben az egyediség a legfontosabb mérőeszköz.
Emberközpontú: biztonságra törekvő, a változást kerülő, empatikus egyén, céljait az emberek segítségével kívánja elérni. Követő embertípus, aki törekszik a megszokott, a már bizonyított, bevált termékek megvásárlására. Külső megjelenésében is igyekszik a tömeghez tartozni.
Professzionalista: tényeken alapuló, logikus gondolkodású, szakmailag hiteles egyén. Minimális környezet és visszafogott életmód jellemzi, melynek középpontjában a szakmai értékek állnak.

## Üzleti alkalmazása
A személyiségtípusok beazonosításának fő célja a vizsgált egyén döntéshozatali mechanizmusának megismerése, leírása, és a lehetséges döntésirányítási pontok feltárása. Felhasználási területe mára igen széles körűvé vált. A kezdeti értékesítési hatékonyság növelése, új üzletek megszerzése mellett ma már egyéni motivációs rendszerek kialakítására, teljes körű HR feladatok ellátására – toborzás, kiválasztás, beállítás – és csapatkohézió növelésére is alkalmazzák. Ezen túlmenően egyre több cég alkalmazza termékeik, szolgáltatásik koncepciójának felépítéséhez, üzleti stratégiájuk megalkotásához, az elérni kívánt célpiacok viselkedési mechanizmusának felvázolásához.

## Oktatás, gyermeknevelés
A 3B külön fejlesztési területe az oktatás, melynek középpontjában a diákok önismeretének növelése, ehhez kapcsolódóan a megfelelő szakmai irány kiválasztásának korai támogatása. Külön részterülete a kutatásoknak a viselkedés alapú gyermeknevelés, hiszen a 3B elméletében a gyermeknél nagyjából 1 éves koráig kialakul az „eredeti” embertípusa.